# Arquidiócesis de Kansas City
La arquidiócesis de Kansas City (en latín: Archidioecesis Kansanopolitana y en inglés: Roman Catholic Archdiocese of Kansas City in Kansas) es una circunscripción eclesiástica de la Iglesia católica en Estados Unidos. Se trata de una arquidiócesis latina, sede metropolitana de la provincia eclesiástica de Kansas City. Desde el 8 de abril de 2025 su arzobispo es William Shawn McKnight.

## Territorio y organización

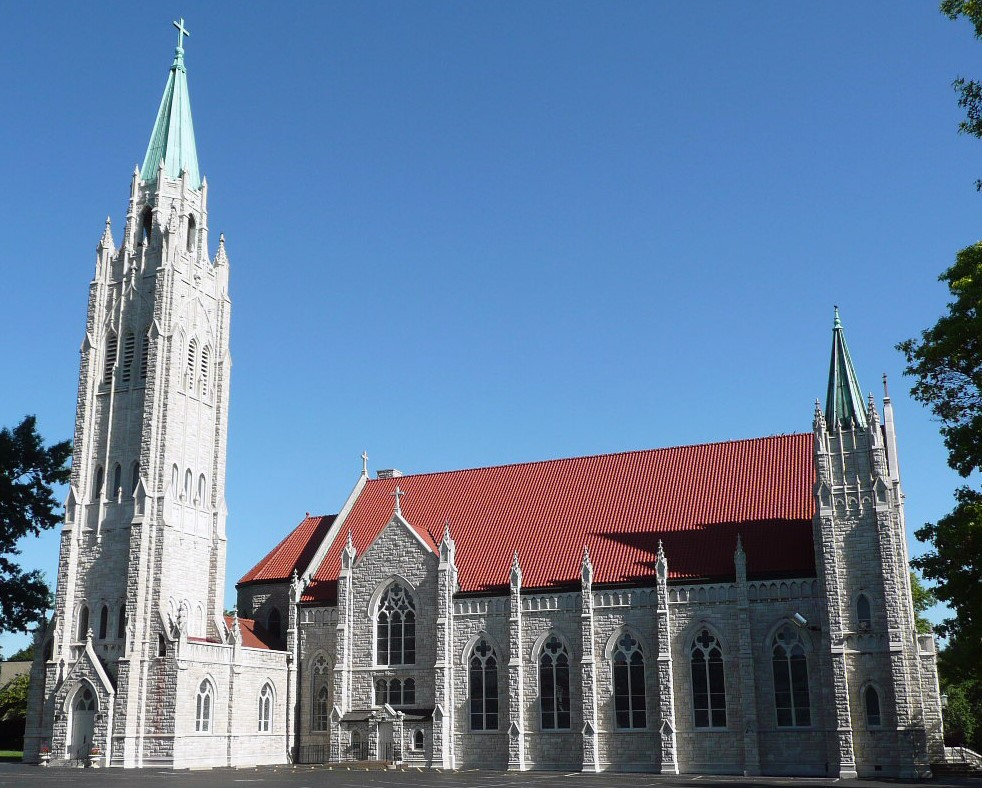
Lado sur de la catedral

La arquidiócesis tiene 32 437 km² y extiende su jurisdicción sobre los fieles católicos de rito latino residentes en parte del estado de Kansas, comprendiendo los condados de: Anderson, Atchison, Brown, Coffey, Doniphan, Douglas, Franklin, Jackson, Jefferson, Johnson, Leavenworth, Linn, Lyon, Marshall, Miami, Nemaha, Osage, Pottawatomie, Shawnee, Wabaunsee y Wyandotte.
La sede de la arquidiócesis se encuentra en la ciudad de Kansas City, en donde se halla la Catedral de San Pedro.
En 2023 en la arquidiócesis existían 107 parroquias. 
La arquidiócesis tiene como sufragáneas a las diócesis de: Dodge City, Salina y Wichita.

## Historia

### Antecedentes
El vicariato apostólico del Territorio Indio al Este de las Montañas Rocosas fue erigido el 19 de julio de 1850 abarcando los estados de Kansas, Nebraska, Dakota del Norte, Dakota del Sur, Colorado, Wyoming y Montana.
El 6 de enero de 1857 asumió el nombre de vicariato apostólico de Kansas y fue reducido al estado de Kansas.
El 22 de mayo de 1877 el vicariato apostólico fue elevado a diócesis y con el nombre de diócesis de Leavenworth.
El 29 de mayo de 1891 la sede episcopal fue trasladada de Leavenworth a Kansas City, sin cambiar el nombre de la diócesis.

### Kansas City
El 10 de mayo de 1947 la diócesis de Leavenworth fue renombrada diócesis de Kansas City.
El 9 de agosto de 1952 fue elevada al rango de arquidiócesis metropolitana mediante la bula Grave sane officium del papa Pío XII.
El 2 de mayo de 2018 la Congregación para el Culto Divino y la Disciplina de los Sacramentos permitió a los sacerdotes residentes en la arquidiócesis celebrar hasta cuatro misas los domingos y las fiestas de precepto.

### Casos de abusos sexuales
En febrero de 2019 se dio a conocer que la Oficina de Investigación de Kansas (KBI) llevaba investigando denuncias por abusos sexuales contra la arquidiócesis de Kansas desde noviembre de 2018. El 14 de agosto de 2020 Melissa Underwood, portavoz del KBI, confirmaba vía email que «a fecha de 7 de agosto, hemos recibido 205 denuncias de abusos y hay 120 casos abiertos».
En enero de 2023 el fiscal general de Kansas publicó los resultados de los cuatro años de investigación realizada por el KBI, donde se concluye que la arquidiócesis y sus respectivas diócesis habrían practicado el «encubrimiento sistémico» de los abusos sexuales. Según el informe, «los funcionarios de la Iglesia minimizaron la violación infantil por parte de sacerdotes, protegieron a los perpetradores e incluso continuaron brindando apoyo financiero», habiéndose constatado en la arquidiócesis prácticas «dirigidas a oscurecer la verdad sobre lo que estaba sucediendo». También se señaló la existencia de «un patrón crónico de abuso sexual por parte de sacerdotes católicos». Los resultados de la investigación se basaron en denuncias de los últimos 50 años, entrevistas a 137 víctimas, y han permitido la apertura de 125 procesos penales y la identificación de 188 clérigos sospechosos de actos sexuales punibles penalmente. El arzobispo Joseph Naumann pidió perdón a las víctimas, sus familias y los miembros de la Iglesia en nombre de todos los obispos de Kansas.

## Estadísticas
Según el Anuario Pontificio 2024 la arquidiócesis tenía a fines de 2023 un total de 182 636 fieles bautizados.
| Año                                                                             | Población            | Población | Población      | Sacerdotes | Sacerdotes    | Sacerdotes    | Bautizados por sacerdote | Diáconos permanentes | Religiosos | Religiosos | Parroquias |
| Año                                                                             | Bautizados católicos | Total     | % de católicos | Total      | Clero secular | Clero regular | Bautizados por sacerdote | Diáconos permanentes | Varones    | Mujeres    | Parroquias |
| ------------------------------------------------------------------------------- | -------------------- | --------- | -------------- | ---------- | ------------- | ------------- | ------------------------ | -------------------- | ---------- | ---------- | ---------- |
| 1950                                                                            | 80 000               | 594 289   | 13.5           | 325        | 114           | 211           | 246                      |                      | 433        | 1495       | 133        |
| 1965                                                                            | 135 000              | 780 137   | 17.3           | 381        | 130           | 251           | 354                      |                      | 361        | 1649       | 127        |
| 1970                                                                            | 137 500              | 780 137   | 17.6           | 258        | 119           | 139           | 532                      |                      | 176        | 1335       | 103        |
| 1976                                                                            | 138 500              | 888 028   | 15.6           | 282        | 126           | 156           | 491                      |                      | 210        | 815        | 99         |
| 1980                                                                            | 151 114              | 905 271   | 16.7           | 241        | 110           | 131           | 627                      |                      | 162        | 1239       | 101        |
| 1990                                                                            | 175 520              | 980 000   | 17.9           | 164        | 101           | 63            | 1070                     |                      | 12         | 85         | 122        |
| 1999                                                                            | 190 418              | 952 000   | 20.0           | 172        | 97            | 75            | 1107                     |                      | 23         | 810        | 119        |
| 2000                                                                            | 190 826              | 952 000   | 20.0           | 167        | 100           | 67            | 1142                     |                      | 88         | 765        | 119        |
| 2001                                                                            | 197 190              | 1 174 500 | 16.8           | 166        | 100           | 66            | 1187                     |                      | 82         | 712        | 119        |
| 2002                                                                            | 197 752              | 1 174 500 | 16.8           | 159        | 95            | 64            | 1243                     |                      | 79         | 677        | 119        |
| 2003                                                                            | 200 012              | 1 193 425 | 16.8           | 154        | 97            | 57            | 1298                     |                      | 72         | 652        | 119        |
| 2004                                                                            | 191 203              | 1 193 425 | 16.0           | 160        | 101           | 59            | 1195                     |                      | 74         | 644        | 118        |
| 2005                                                                            | 198 425              | 1 205 000 | 16.5           | 161        | 106           | 55            | 1232                     |                      | 73         | 615        | 118        |
| 2006                                                                            | 200 000              | 1 215 000 | 16.5           | 158        | 103           | 55            | 1265                     |                      | 77         | 588        | 118        |
| 2007                                                                            | 199 246              | 1 193 425 | 16.7           | 167        | 105           | 62            | 1193                     | 3                    | 84         | 569        | 116        |
| 2008                                                                            | 203 741              | 1 204 000 | 16.9           | 169        | 108           | 61            | 1205                     | 3                    | 77         | 542        | 111        |
| 2009                                                                            | 208 500              | 1 289 903 | 16.2           | 169        | 111           | 58            | 1233                     | 3                    | 73         | 528        | 111        |
| 2010                                                                            | 210 192              | 1 300 373 | 16.2           | 170        | 114           | 56            | 1236                     | 3                    | 70         | 510        | 110        |
| 2011                                                                            | 211 600              | 1 310 957 | 16.1           | 171        | 116           | 55            | 1237                     | 5                    | 67         | 489        | 110        |
| 2012                                                                            | 213 000              | 1 320 000 | 16.1           | 167        | 115           | 52            | 1275                     | 22                   | 64         | 496        | 108        |
| 2013                                                                            | 214 600              | 1 330 000 | 16.1           | 173        | 118           | 55            | 1240                     | 24                   | 70         | 489        | 108        |
| 2015                                                                            | 217 700              | 1 349 388 | 16.1           | 173        | 118           | 55            | 1258                     | 27                   | 71         | 440        | 105        |
| 2016                                                                            | 219 236              | 1 357 512 | 16.1           | 179        | 121           | 58            | 1224                     | 25                   | 77         | 435        | 105        |
| 2017                                                                            | 220 000              | 1 369 348 | 16.1           | 171        | 113           | 58            | 1286                     | 24                   | 75         | 410        | 106        |
| 2018                                                                            | 187 178              | 1 378 870 | 13.6           | 179        | 117           | 62            | 1045                     | 41                   | 84         | 394        | 106        |
| 2019                                                                            | 190 624              | 1 387 343 | 13.7           | 175        | 118           | 57            | 1089                     | 41                   | 75         | 393        | 106        |
| 2021                                                                            | 184 702              | 1 400 090 | 13.2           | 167        | 117           | 50            | 1106                     | 63                   | 77         | 359        | 107        |
| 2023                                                                            | 182 636              | 1 398 300 | 13.1           | 159        | 115           | 44            | 1148                     | 61                   | 63         | 271        | 107        |
| Fuente: Catholic-Hierarchy, que a su vez toma los datos del Anuario Pontificio. |                      |           |                |            |               |               |                          |                      |            |            |            |

### Escuelas secundarias
- Bishop Miege High School, Roeland Park
- Bishop Ward High School, Kansas City
- Hayden High School, Topeka
- Immaculata High School, Leavenworth
- Maur Hill – Mount Academy, Atchison
- St. James Academy, Lenexa
- St. Thomas Aquinas High School, Overland Park

## Episcopologio

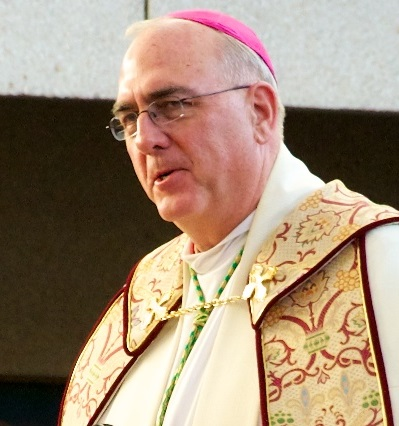
Joseph Fred Naumann, arzobispo de Kansas City desde el 15 de enero de 2005

- John Chamberlain Ward † (11 de abril de 1917-20 de abril de 1929 falleció)
- Francis Johannes † (20 de abril de 1929 por sucesión-13 de marzo de 1937 falleció)
- Paul Clarence Schulte † (29 de mayo de 1937-20 de julio de 1946 nombrado arzobispo de Indianápolis)
- George Joseph Donnelly † (9 de noviembre de 1946-13 de diciembre de 1950 falleció)
- Edward Joseph Hunkeler † (31 de marzo de 1951-10 de septiembre de 1969 renunció[nota 1])
- Ignatius Jerome Strecker † (10 de septiembre de 1969-28 de junio de 1993 retirado)
- James Patrick Keleher † (28 de junio de 1993-15 de enero de 2005 renunció)
- Joseph Fred Naumann (15 de enero de 2005 - 8 de abril de 2025)
- William Shawn McKnight, desde el 8 de abril de 2025